# الطريق الأوروبي E7
الطريق الأوروبي E7 يشكل الطريق الأوروبي E7 جزءًا من شبكة الطرق الأوروبية الدولية. يمتد من باو في فرنسا إلى سرقسطة في إسبانيا.